# Tournans
Tournans és un municipi francès situat al departament del Doubs i a la regió de Borgonya - Franc Comtat. L'any 2007 tenia 114 habitants.

## Demografia

### Població
El 2007 la població de fet de Tournans era de 114 persones. Hi havia 45 famílies de les quals 11 eren unipersonals (11 homes vivint sols), 11 parelles sense fills, 19 parelles amb fills i 4 famílies monoparentals amb fills.
La població ha evolucionat segons el següent gràfic:
Habitants censats

### Habitatges
El 2007 hi havia 60 habitatges, 44 eren l'habitatge principal de la família, 9 eren segones residències i 7 estaven desocupats. 56 eren cases i 4 eren apartaments. Dels 44 habitatges principals, 32 estaven ocupats pels seus propietaris i 11 estaven llogats i ocupats pels llogaters; 1 tenia dues cambres, 2 en tenien tres, 11 en tenien quatre i 30 en tenien cinc o més. 35 habitatges disposaven pel capbaix d'una plaça de pàrquing. A 14 habitatges hi havia un automòbil i a 26 n'hi havia dos o més.

### Piràmide de població
La piràmide de població per edats i sexe el 2009 era:
| Homes | Edats   | Dones |
| ----- | ------- | ----- |
| 0     | 95 o +  | 0     |
| 0     | 90 a 94 | 0     |
| 0     | 85 a 89 | 0     |
| 0     | 80 a 84 | 0     |
| 4     | 75 a 79 | 4     |
| 16    | 70 a 74 | 4     |
| 0     | 65 a 69 | 4     |
| 0     | 60 a 64 | 0     |
| 0     | 55 a 59 | 0     |
| 8     | 50 a 54 | 4     |
| 0     | 45 a 49 | 8     |
| 0     | 40 a 44 | 4     |
| 4     | 35 a 39 | 0     |
| 8     | 30 a 34 | 4     |
| 0     | 25 a 29 | 0     |
| 12    | 20 a 24 | 8     |
| 4     | 15 a 19 | 0     |
| 0     | 10 a 14 | 0     |
| 0     | 5 a 9   | 8     |
| 4     | 0 a 4   | 0     |

## Economia
El 2007 la població en edat de treballar era de 71 persones, 58 eren actives i 13 eren inactives. De les 58 persones actives 55 estaven ocupades (32 homes i 23 dones) i 3 estaven aturades (3 homes). De les 13 persones inactives 2 estaven jubilades, 8 estaven estudiant i 3 estaven classificades com a «altres inactius».
Activitats econòmiques
Dels 5 establiments que hi havia el 2007, 2 eren d'empreses de construcció, 2 d'empreses de serveis i 1 d'una empresa classificada com a «altres activitats de serveis».
L'únic servei als particulars que hi havia el 2009 era una empresa de construcció.
L'any 2000 a Tournans hi havia 6 explotacions agrícoles.

## Equipaments sanitaris i escolars
El 2009 hi havia una escola elemental integrada dins d'un grup escolar amb les comunes properes formant una escola dispersa.

## Poblacions més properes
El següent diagrama mostra les poblacions més properes.